# یان پکا
یان پکا (چکی: Jan Peka; ۲۷ ژوئیهٔ ۱۸۹۴ – ۲۱ ژانویهٔ ۱۹۸۵) بازیکن هاکی روی یخ اهل چکسلواکی بود.
از باشگاه‌هایی که در آن بازی کرده‌است می‌توان به باشگاه فوتبال اسپارتا پراگ اشاره کرد.